# ЖКК Радивој Кораћ
Женски кошаркашки клуб Радивој Кораћ је српски кошаркашки клуб из Београда. Тренутно се такмичи у Првој женској лиги Србије и Регионалној кошаркашкој лиги.

## Историја
Женски кошаркашки клуб Радивој Кораћ је основан 1972. године као аметарска секција при мушком клубу. Почетком деведестих година јуниорска екипа Радивоја Кораћа била је шампион Југославије.
Добре резултате клуб почиње да бележи од 2006. године. У сезони 2006/07 клуб је у Првој Б лиги освојио пето место, а следеће сезоне се пласирао у највиши ранг. У првој сезони у Првој лиги Србије Радивој Кораћ је завршио на деоби шестог места. Наредне сезоне Радивој Кораћ је завршио на трећем месту и пласирао се у плеј-оф, где му је у четвртфиналу противник била Црвена звезда. Кошаркашице Кораћа су тријумфовале са 2-1 у победама, а у полуфиналу их је чекао бранилац титуле Хемофарм. Вршчанке су биле боље и тријумфовале су са 2:0 у победама.
Захваљујући освојеним трећим местом у сезони 2009/10, стекли су право да се у сезони 2010/11 такмиче у Регионалној кошаркашкој лиги где су завршиле не шестом месту. У Супер лиги Србије поновиле су прошлогодишњи успех освајањем трећег места и пласмана у полуфинале где су од њих биле боље кошаркашице Партизана са 2-0 у победама.
У сезони 2011/12 сениорска екипа је направила корак напред у регионалној лиги освајањем петог места, а први пут су играли и финале Купа Милан Цига Васојевић где су поражене од Хемофарма са 67:53. Као учесник регионалне лига пласирале су се директно у четвртфинале плеј-офа где су у полуфиналу елиминисане од Војводине.
У сезони 2012/13 први пут су заиграли у плеј-офу регоналне лиге након што су освојили друго место у регуларном делу такмичења. На фајнал фору, у полуфиналу су савладали мађарски Печуј 68:43, али су у финалу изгубили од Партизана са 70:45. У Купу Милан Цига Васојевић у Лазаревцу су поновили успех од прошле године, а у финалу је поново био бољи од њих Партизан са 103:71.  Као учесник регионалне лига пласирале су се директно у четвртфинале плеј-офа Кошаркашке лиге Србије где су са 2:0 у победама биле боље од крагујевачког Радничког. У полуфиналу су се реванширале кошаркашицама Војводине, али су по трећи пут у сезони, у финалу неког такмичења биле лошије од Партизана.
Сезона 2013/14 је најуспешнија у историји клуба. На фајнал фору регионалне лиге у Подгорици у финалу након три продужетка победили су Црвену звезду са 87:83 и освојили први трофеј у историји. Други трофеј је освојен две недеље касније када су трећем узастопном финалу купа, тријумфовали над Партизаном са 90:64. Трећи трофеј у сезони освојен је у Првенству Србије када су резултатом 3:1 у финалу савладали Црвену звезду.

## Трофеји
- Првенство Србије (3):
  - 2013/14, 2014/15, 2015/16.
- Куп Србије (1):
  - 2014
- Регионална лига (1):
  - 2013/14